# Puccinia romagnoliana
Puccinia romagnoliana ist eine Ständerpilzart aus der Ordnung der Rostpilze (Pucciniales). Der Pilz ist ein Endoparasit verschiedener Zypergräser. Symptome des Befalls durch die Art sind Rostflecken auf den Blättern der Wirtspflanzen. Das Verbreitungsgebiet umfasst ein meridionales Areal im westlichen Eurasien.

## Merkmale

### Makroskopische Merkmale
Puccinia romagnoliana ist mit bloßem Auge nur anhand der auf der Oberfläche des Wirtes hervortretenden Sporenlager zu erkennen. Sie wachsen in Nestern, die als bis zu 3 cm lange, zimtbraune Flecken auf den Blattoberflächen erscheinen.

### Mikroskopische Merkmale
Das Myzel von Puccinia romagnoliana wächst wie bei allen Puccinia-Arten interzellulär und bildet Saugfäden, die in das Speichergewebe des Wirtes wachsen. Pyknien und Aecidien sind für die Art nicht bekannt. Die Uredien sind elliptisch bis länglich. Ihre Uredosporen sind kugelig bis eiförmig, 21–31 × 15–21 µm groß und stachelig. Sie weisen zwei Keimporen auf. Die Telien der Art sind ebenfalls länglich, schwarzbraun und von Paraphysen umstellt. Die Teleutosporen sind selten ein- meist zweizellig, länglich bis keulenförmig und 38–70 × 13–21 µm groß; ihre Stiele sind kurz und farblos.

## Verbreitung
Das Artareal von Puccinia romagnoliana reicht vom Mittelmeerraum bis nach Zentralasien.

## Ökologie
Die Wirtspflanzen von Puccinia romagnoliana sind diverse Zypergräser (Cyperus spp.). Der Pilz ernährt sich von den im Speichergewebe der Pflanzen vorhandenen Nährstoffen, seine Sporenlager brechen später durch die Blattoberfläche und setzen Sporen frei. Die Art verfügt über einen Entwicklungszyklus mit Uredien und Telien, die Aecidien wachsen womöglich auf Korbblütlern.

## Verwendung
Aufgrund des hohen Infizierungsgrades wird Puccinia romagnoliana auch zur biologischen Schädlingsbekämpfung von Nussgras (Cyperus rotundus) in Maulbeerbaumplantagen in Indien erprobt.